# Sery, Ardennes

Sery este o comună în departamentul Ardennes din nordul Franței. În 1 ianuarie 2022 avea o populație de 319 de locuitori.